# Walt Disney Records
Walt Disney Records је америчка дискографска кућа у власништву компаније Disney Music Group. Углавном објављује саундтрек албуме филмова које производи The Walt Disney Company, као и студијске албуме поп извођача.
Основана је 4. фебруара 1956. године под називом Disneyland Records. Пре тога, Дизнијеву музику су објављивале друге дискографске куће. Данашње име је усвојила 1989. године, а њен дистрибутер је Universal Music Group.